# 17e étape du Tour d'Espagne 2004
Pour un article plus général, voir Tour d'Espagne 2004.
La 17e étape du Tour d'Espagne 2004 a eu lieu le 22 septembre 2004 entre la ville de Plasence et la station de ski de Sierra de Béjar-La Covatilla sur une distance de 170 km. Elle a été remportée par le Colombien Félix Cárdenas (Cafés Baqué) devant les Espagnols Santiago Pérez (Phonak Hearing Systems) et Roberto Heras (Liberty Seguros). Heras conserve le maillot de leader à l'issue de l'étape.

## Classement de l'étape
| \| Classement de l'étape \| Classement de l'étape \| Classement de l'étape \| Classement de l'étape \| Classement de l'étape \| \| Coureur \| Coureur \| Pays \| Équipe \| Temps \| \| --------------------- \| ------------------------------ \| --------------------- \| ------------------------------- \| --------------------- \| \| 1er \| Félix Cárdenas \| Colombie \| Cafés Baqué \| 4 h 52 min 08 s \| \| 2e \| Santiago Pérez \| Espagne \| Phonak Hearing Systems \| + 29 s \| \| 3e \| Roberto Heras \| Espagne \| Liberty Seguros \| + 1 min 01 s \| \| 4e \| Francisco Mancebo \| Espagne \| Illes Balears-Banesto \| + 1 min 15 s \| \| 5e \| Luis Pérez Rodríguez \| Espagne \| Cofidis-Le Crédit par Téléphone \| + 2 min 05 s \| \| 6e \| José Ángel Gómez Marchante \| Espagne \| Costa de Almería-Paternina \| + 2 min 18 s \| \| 7e \| Jorge Ferrío \| Espagne \| Costa de Almería-Paternina \| + 2 min 18 s \| \| 8e \| Francisco José Lara \| Espagne \| Costa de Almería-Paternina \| + 2 min 18 s \| \| 9e \| Carlos Sastre \| Espagne \| CSC \| + 2 min 45 s \| \| 10e \| Miguel Ángel Martín Perdiguero \| Espagne \| Saunier Duval-Prodir \| + 3 min 03 s \| |                                |          |                                 |                 |
| |                                |          |                                 |                 |
| |                                |          |                                 |                 |
| Classement de l'étape |                                |          |                                 |                 |
| Coureur | Coureur                        | Pays     | Équipe                          | Temps           |
| 1er | Félix Cárdenas                 | Colombie | Cafés Baqué                     | 4 h 52 min 08 s |
| 2e | Santiago Pérez                 | Espagne  | Phonak Hearing Systems          | + 29 s          |
| 3e | Roberto Heras                  | Espagne  | Liberty Seguros                 | + 1 min 01 s    |
| 4e | Francisco Mancebo              | Espagne  | Illes Balears-Banesto           | + 1 min 15 s    |
| 5e | Luis Pérez Rodríguez           | Espagne  | Cofidis-Le Crédit par Téléphone | + 2 min 05 s    |
| 6e | José Ángel Gómez Marchante     | Espagne  | Costa de Almería-Paternina      | + 2 min 18 s    |
| 7e | Jorge Ferrío                   | Espagne  | Costa de Almería-Paternina      | + 2 min 18 s    |
| 8e | Francisco José Lara            | Espagne  | Costa de Almería-Paternina      | + 2 min 18 s    |
| 9e | Carlos Sastre                  | Espagne  | CSC                             | + 2 min 45 s    |
| 10e | Miguel Ángel Martín Perdiguero | Espagne  | Saunier Duval-Prodir            | + 3 min 03 s    |

## Classement général
| \| Classement général \| Classement général \| Classement général \| Classement général \| Classement général \| \| Coureur \| Coureur \| Pays \| Équipe \| Temps \| \| ------------------ \| -------------------------- \| ------------------ \| ------------------------------- \| ------------------ \| \| 1er \| Roberto Heras \| Espagne \| Liberty Seguros \| 63 h 28 min 41 s \| \| 2e \| Santiago Pérez \| Espagne \| Phonak Hearing Systems \| + 1 min 13 s \| \| 3e \| Alejandro Valverde \| Espagne \| Comunidad Valenciana-Kelme \| + 2 min 15 s \| \| 4e \| Francisco Mancebo \| Espagne \| Illes Balears-Banesto \| + 2 min 16 s \| \| 5e \| Isidro Nozal \| Espagne \| Liberty Seguros \| + 5 min 55 s \| \| 6e \| Carlos Sastre \| Espagne \| CSC \| + 7 min 56 s \| \| 7e \| José Ángel Gómez Marchante \| Espagne \| Costa de Almería-Paternina \| + 10 min 08 s \| \| 8e \| Carlos García Quesada \| Espagne \| Comunidad Valenciana-Kelme \| + 11 min 09 s \| \| 9e \| Manuel Beltrán \| Espagne \| US Postal Service-Berry Floor \| + 11 min 51 s \| \| 10e \| Luis Pérez Rodríguez \| Espagne \| Cofidis-Le Crédit par Téléphone \| + 13 min 25 s \| |                            |         |                                 |                  |
| |                            |         |                                 |                  |
| |                            |         |                                 |                  |
| Classement général |                            |         |                                 |                  |
| Coureur | Coureur                    | Pays    | Équipe                          | Temps            |
| 1er | Roberto Heras              | Espagne | Liberty Seguros                 | 63 h 28 min 41 s |
| 2e | Santiago Pérez             | Espagne | Phonak Hearing Systems          | + 1 min 13 s     |
| 3e | Alejandro Valverde         | Espagne | Comunidad Valenciana-Kelme      | + 2 min 15 s     |
| 4e | Francisco Mancebo          | Espagne | Illes Balears-Banesto           | + 2 min 16 s     |
| 5e | Isidro Nozal               | Espagne | Liberty Seguros                 | + 5 min 55 s     |
| 6e | Carlos Sastre              | Espagne | CSC                             | + 7 min 56 s     |
| 7e | José Ángel Gómez Marchante | Espagne | Costa de Almería-Paternina      | + 10 min 08 s    |
| 8e | Carlos García Quesada      | Espagne | Comunidad Valenciana-Kelme      | + 11 min 09 s    |
| 9e | Manuel Beltrán             | Espagne | US Postal Service-Berry Floor   | + 11 min 51 s    |
| 10e | Luis Pérez Rodríguez       | Espagne | Cofidis-Le Crédit par Téléphone | + 13 min 25 s    |

## Classements annexes
| Classement par points | Classement par points | Classement par points | Classement par points      | Classement par points |
| Coureur               | Coureur               | Pays                  | Équipe                     | Points                |
| --------------------- | --------------------- | --------------------- | -------------------------- | --------------------- |
| 1er                   | Erik Zabel            | Allemagne             | T-Mobile                   | 148 pts               |
| 2e                    | Alejandro Valverde    | Espagne               | Comunidad Valenciana-Kelme | 128 pts               |
| 3e                    | Roberto Heras         | Espagne               | Liberty Seguros            | 113 pts               |
| 4e                    | Francisco Mancebo     | Espagne               | Illes Balears-Banesto      | 99 pts                |
| 5e                    | Santiago Pérez        | Espagne               | Phonak Hearing Systems     | 92 pts                |

| Classement par points | Classement par points | Classement par points | Classement par points      | Classement par points |
| Coureur               | Coureur               | Pays                  | Équipe                     | Points                |
| --------------------- | --------------------- | --------------------- | -------------------------- | --------------------- |
| 1er                   | Erik Zabel            | Allemagne             | T-Mobile                   | 148 pts               |
| 2e                    | Alejandro Valverde    | Espagne               | Comunidad Valenciana-Kelme | 128 pts               |
| 3e                    | Roberto Heras         | Espagne               | Liberty Seguros            | 113 pts               |
| 4e                    | Francisco Mancebo     | Espagne               | Illes Balears-Banesto      | 99 pts                |
| 5e                    | Santiago Pérez        | Espagne               | Phonak Hearing Systems     | 92 pts                |

| Classement de la montagne | Classement de la montagne | Classement de la montagne | Classement de la montagne  | Classement de la montagne |
| Coureur                   | Coureur                   | Pays                      | Équipe                     | Points                    |
| ------------------------- | ------------------------- | ------------------------- | -------------------------- | ------------------------- |
| 1er                       | Félix Cárdenas            | Colombie                  | Cafés Baqué                | 126 pts                   |
| 2e                        | Roberto Heras             | Espagne                   | Liberty Seguros            | 107 pts                   |
| 3e                        | Santiago Pérez            | Espagne                   | Phonak Hearing Systems     | 102 pts                   |
| 4e                        | Francisco Mancebo         | Espagne                   | Illes Balears-Banesto      | 90 pts                    |
| 5e                        | Alejandro Valverde        | Espagne                   | Comunidad Valenciana-Kelme | 67 pts                    |

| Classement de la montagne | Classement de la montagne | Classement de la montagne | Classement de la montagne  | Classement de la montagne |
| Coureur                   | Coureur                   | Pays                      | Équipe                     | Points                    |
| ------------------------- | ------------------------- | ------------------------- | -------------------------- | ------------------------- |
| 1er                       | Félix Cárdenas            | Colombie                  | Cafés Baqué                | 126 pts                   |
| 2e                        | Roberto Heras             | Espagne                   | Liberty Seguros            | 107 pts                   |
| 3e                        | Santiago Pérez            | Espagne                   | Phonak Hearing Systems     | 102 pts                   |
| 4e                        | Francisco Mancebo         | Espagne                   | Illes Balears-Banesto      | 90 pts                    |
| 5e                        | Alejandro Valverde        | Espagne                   | Comunidad Valenciana-Kelme | 67 pts                    |

| Classement du combiné | Classement du combiné | Classement du combiné | Classement du combiné      | Classement du combiné |
| Coureur               | Coureur               | Pays                  | Équipe                     | Points                |
| --------------------- | --------------------- | --------------------- | -------------------------- | --------------------- |
| 1er                   | Roberto Heras         | Espagne               | Liberty Seguros            | 6 pts                 |
| 2e                    | Santiago Pérez        | Espagne               | Phonak Hearing Systems     | 10 pts                |
| 3e                    | Alejandro Valverde    | Espagne               | Comunidad Valenciana-Kelme | 10 pts                |
| 4e                    | Francisco Mancebo     | Espagne               | Illes Balears-Banesto      | 12 pts                |
| 5e                    | Isidro Nozal          | Espagne               | Liberty Seguros            | 20 pts                |

| Classement du combiné | Classement du combiné | Classement du combiné | Classement du combiné      | Classement du combiné |
| Coureur               | Coureur               | Pays                  | Équipe                     | Points                |
| --------------------- | --------------------- | --------------------- | -------------------------- | --------------------- |
| 1er                   | Roberto Heras         | Espagne               | Liberty Seguros            | 6 pts                 |
| 2e                    | Santiago Pérez        | Espagne               | Phonak Hearing Systems     | 10 pts                |
| 3e                    | Alejandro Valverde    | Espagne               | Comunidad Valenciana-Kelme | 10 pts                |
| 4e                    | Francisco Mancebo     | Espagne               | Illes Balears-Banesto      | 12 pts                |
| 5e                    | Isidro Nozal          | Espagne               | Liberty Seguros            | 20 pts                |

| Classement par équipes | Classement par équipes     | Classement par équipes | Classement par équipes |
| Équipe                 | Équipe                     | Pays                   | Temps                  |
| ---------------------- | -------------------------- | ---------------------- | ---------------------- |
| 1re                    | Comunidad Valenciana-Kelme | Espagne                | 190 h 33 min 31 s      |
| 2e                     | Liberty Seguros            | Espagne                | + 16 min 28 s          |
| 3e                     | Illes Balears-Banesto      | Espagne                | + 24 min 37 s          |
| 4e                     | Costa de Almería-Paternina | Espagne                | + 34 min 19 s          |
| 5e                     | Phonak Hearing Systems     | Suisse                 | + 41 min 52 s          |

| Classement par équipes | Classement par équipes     | Classement par équipes | Classement par équipes |
| Équipe                 | Équipe                     | Pays                   | Temps                  |
| ---------------------- | -------------------------- | ---------------------- | ---------------------- |
| 1re                    | Comunidad Valenciana-Kelme | Espagne                | 190 h 33 min 31 s      |
| 2e                     | Liberty Seguros            | Espagne                | + 16 min 28 s          |
| 3e                     | Illes Balears-Banesto      | Espagne                | + 24 min 37 s          |
| 4e                     | Costa de Almería-Paternina | Espagne                | + 34 min 19 s          |
| 5e                     | Phonak Hearing Systems     | Suisse                 | + 41 min 52 s          |